# Robustesse (statistiques)
Pour les articles homonymes, voir Robustesse.
En statistiques, la robustesse d'un estimateur est sa capacité à ne pas être perturbé par une modification dans une petite partie des données — y compris par l'introduction de données aberrantes — ou dans les paramètres du modèle choisi pour l'estimation.

## Principe
Le principe d'une statistique robuste est de résister aux erreurs de mesure, dans le cas où les hypothèses de départ sont vérifiées. Ceci se traduit par, sous les bonnes hypothèses, une bonne efficacité, un biais statistique assez petit, et être asymptotiquement sans biais.
Le cas le plus courant est la robustesse distributionnelle dans le cas des tests d'adéquation, où les limites sont atteintes à cause des problèmes de queue : les lois à longue traîne vont générer plus de valeurs extrêmes qu'une loi normale, et les estimateurs vont être plus fortement perturbés que si ces valeurs n'avaient pas été prises en compte. Cependant, certains auteurs préfèrent parler de robustesse dans le cas de tests d'hypothèse.

### Sources
- (en) Ricardo A. Maronna, R. Douglas Martin et Victor J. Yohai; Robust Statistics - Theory and Methods, Wiley Series in Probability and Statistics (2006).  (ISBN 9780470010921)
- (fr) Dagnelie P.; Statistique théorique et appliquée. Tome 2 : Inférence statistique à une et à deux dimensions, Paris et Bruxelles (2006), De Boeck et Larcier.